# Јанко Ћировић
Јанко Ћировић (Баре, код Колашина, 6. август 1904 – Титоград, 13. јул 1970) био је учесник Народноослободилачке борбе, друштвено-политички радник Народне Републике Црне Горе и народни херој Југославије.

## Биографија
Рођен је 6. августа 1904. године у селу Баре, код Колашина. Потицао је из сиромашне сељачке породице, која је имала осморо деце. Четири разреда основне школе завршио је у Морачи. Године 1916. у Мојковачкој бици погинуо је његов отац Илија.
Након очеве смрти, бавио се земљорадњом и помагао мајци како бих се прехранила многобројна породица. Као сиромашни сељак рано се определио за револуционарни раднички покрет. Године 1938, као симпатизер КПЈ, заједно с Јагошем Радовићем и другима, био је један од организатора демонстрације у Колашину против доласка Милана Стојадиновића. Због овога је био ухапшен и од Државног суда за заштиту државе осуђен на шездесет дана затвора. Након изласка из затвора наставио је са револуционарним радом и све више се везивао за деловање илегелна Комунистичке партије Југославије (КПЈ), па је 1940. године примљен у њено чланство.
Након окупације Југославије, 1941. године активно је учествовао у раду партијске организације у Колашину на припремама за оружани устанак, а 13. јула 1941. године ступио је у Морачки одред. Његова прва акција била напад на италијанску посаду у селу Манастир Морача, јула 1941. године. Потом је учествовао у нападу на Колашин. Касније је био у Црногорском одреду за операције у Санџаку и са њим учествовао у Пљеваљској бици, 1. децембра 1941. године. У овој бици је с групом другова, у готово најтежој ситуацији одбио неколико напада непријатеља, чиме је својој чети омогућио повлачење.
Од формирања 21. децембра 1941. године налазио се у Првој пролетерској удраној бригади. Са овом бригадом прошао је многе борбе и подухвате – на Игману, Улогу, Питомачи, Дурмитору, Коњицу, Ливну, Босанском Грахову, Јајцу, Неретви, Главатичеву, Калиновику, Сутјесци, Зеленгори, Власеници, Зворнику, Травнику и др. Због своје снажне конституције, био је веома издржљив, па се често истицао у акцијама.
У пролеће 1942. године истакао се у борбама са четницима мајора Павла Ђуришића око Мојковца и Колашина. Посебно се истакао у у борбама на Скари, Већериновцу и Марковом брду, где је Трећа чета Првог црногорског батаљона Прве пролетерске бригаде потукла петоструко јачег непријатеља. Током лета 1942. године истакао се у борби за Коњиц, када је са својом четом одбио неколико усташких јуриша и натерао их на повлачење. Новембра 1942. године, у нападу на Јајце, уништио је неколико бункера, а са својим водом заробио немачке топове. Децембра 1942. године, у селу Јошавка у Босни, успео је да ухвати и доведе у Штаб четника који је учествовао у убиству др Младена Стојановића. Априла 1943. године први је скочио на сплав у набујалој Дрини, и на супротној обали с групом другова сломио отпор непријатеља, што је омогућило батаљону прелаз преко реке.
Године 1944. је напустио Прву пролетерску бригаду и прешао на дужност команданта батаљона у Црногорској бригади Корпуса народне одбране Југославије (КНОЈ). Са овом јединицом је водио многе борбе против заосталих непријатљеских јединица на подручју Црне Горе. Демобилисан је 1946. у чину капетана прве класе.
После је вршио многе одговорне друштвено-политичке дужности. Био је начелник СУП-а за Колашински срез, секретар Среског одбора Колашина, члан Среског комитета Савеза комуниста Титограда и др. Биран је за члана Централног комитета Савеза комуниста Црне Горе и посланика Народне скупштине НР Црне Горе. Пензионисан је 1958. године.
Умро је 13. јула 1970. у Титограду, а сахрањен је у Колашину.
Носилац је Партизанске споменице 1941. и других југословенских одликовања. Орденом народног хероја је одликован 13. јула 1953. године.